# KlasJet
KlasJet è una compagnia aerea charter lituana specializzata in voli charter di classe business. Con sede a Vilnius, è una filiale di Avia Solutions Group che offre voli charter VIP, servizi ACMI e servizi di gestione in volo in Europa, Medio Oriente, Africa e Asia con la sua flotta B737.

## Storia
Nel 2015, KlasJet ha aggiunto Hawker 800XP alla sua flotta. La compagnia aerea ha terminato di utilizzare l'aereo per le operazioni nel 2019.

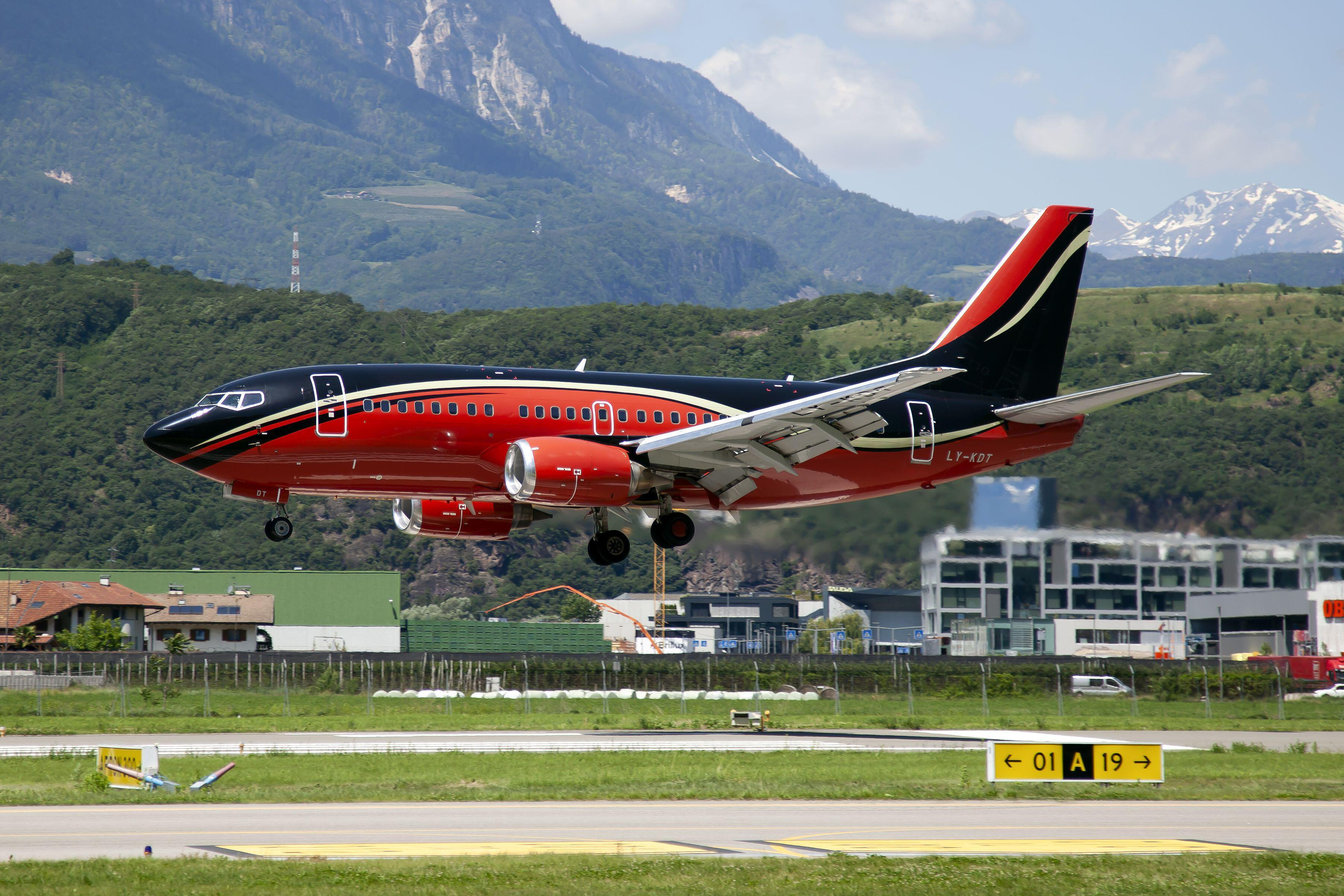
LY-KDT, Boeing737-500 (KlasJet)

Nel 2017 la compagnia ha ricevuto una licenza di tipo A per operazioni commerciali che consente voli con oltre 20 passeggeri a bordo e ha iniziato a operare voli con il VIP Boeing 737-500 rinnovato.
Durante la stagione di Eurolega 2017-2018, KlasJet ha trasportato i giocatori della squadra di basket lituana Zalgiris Kaunas. Nel febbraio 2018, la squadra di hockey su ghiaccio maschile canadese è arrivata alle Olimpiadi in Corea del Sud e ha scelto il Boeing 737-500 per il trasporto. Il modello è stato opportunamente configurato per il suo utilizzo come aereo da squadra sportiva.
Nel marzo 2020, KlasJet ha trasportato gratuitamente la spedizione con decine di migliaia di mascherine e guanti medici in Lituania. Nel giugno 2021 KlasJet ha rimpatriato i cittadini bloccati dal COVID-19 dal Ghana alla Corea del Sud.
Nel 2020, in collaborazione con la compagnia aerea cargo Bluebird Nordic, KlasJet ha aggiunto i servizi di trasporto aereo di merci al proprio portafoglio e ha ampliato la propria flotta contraendo un aereo cargo Boeing 737-300. La compagnia ha operato il jet fino al 2021.
Dal 2021, i piloti KlasJet partecipano al Pilot Peer Support Program (PPSP) attraverso la formazione BAA.
Nel dicembre 2021 KlasJet ha trasportato due animali selvatici salvati nel nord della Tanzania. Il trasporto è stato senza precedenti poiché entrambi gli animali sono stati trasportati all'interno della cabina del Boeing 737-500 KlasJet.
Nel febbraio 2023, ha lanciato i servizi ACMI (abbreviazione di "Aircraft, Crew, Maintenance, and Insurance") e ha aggiunto otto Boeing 737-800 alla sua flotta. Inoltre, a febbraio, il primo dei due aerei, il Boeing 737-500, è stato spostato a Dubai World Central per il leasing con un altro, il Boeing 737-300, da spostare un mese dopo. Nel marzo 2023, la società ha introdotto il suo Boeing 737-300 per il mercato del Regno Unito e ha deciso di spostare due aeromobili a Dubai World Central (DWC).

## Flotta
A giugno 2023 la flotta di KlasJet è così composta: